# Солвеј (Њујорк)
Солвеј (енгл. Solvay) град је у америчкој савезној држави Њујорк.

## Демографија
По попису из 2010. године број становника је 6.584, што је 261 (-3,8%) становника мање него 2000. године.
| Група             | 2000.         | 2010.         |
| Белци             | 6.445 (94,2%) | 5.855 (88,9%) |
| Афроамериканци    | 46 (0,7%)     | 131 (2,0%)    |
| Азијати           | 27 (0,4%)     | 52 (0,8%)     |
| Хиспаноамериканци | 162 (2,4%)    | 313 (4,8%)    |
| Укупно            | 6.845         | 6.584         |